# Lan chu đính
Lan chu đính hay lan cau tím, cau diệp tím (tên khoa học Spathoglottis plicata) là loài địa lan phân bố ở châu Á nhiệt đới và cận nhiệt đới cho đến tây Thái Bình Dương bao gồm cả Tonga và Samoa.

## Hình ảnh

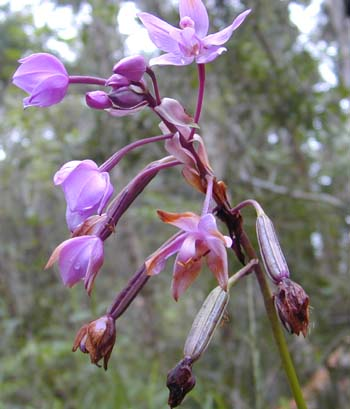
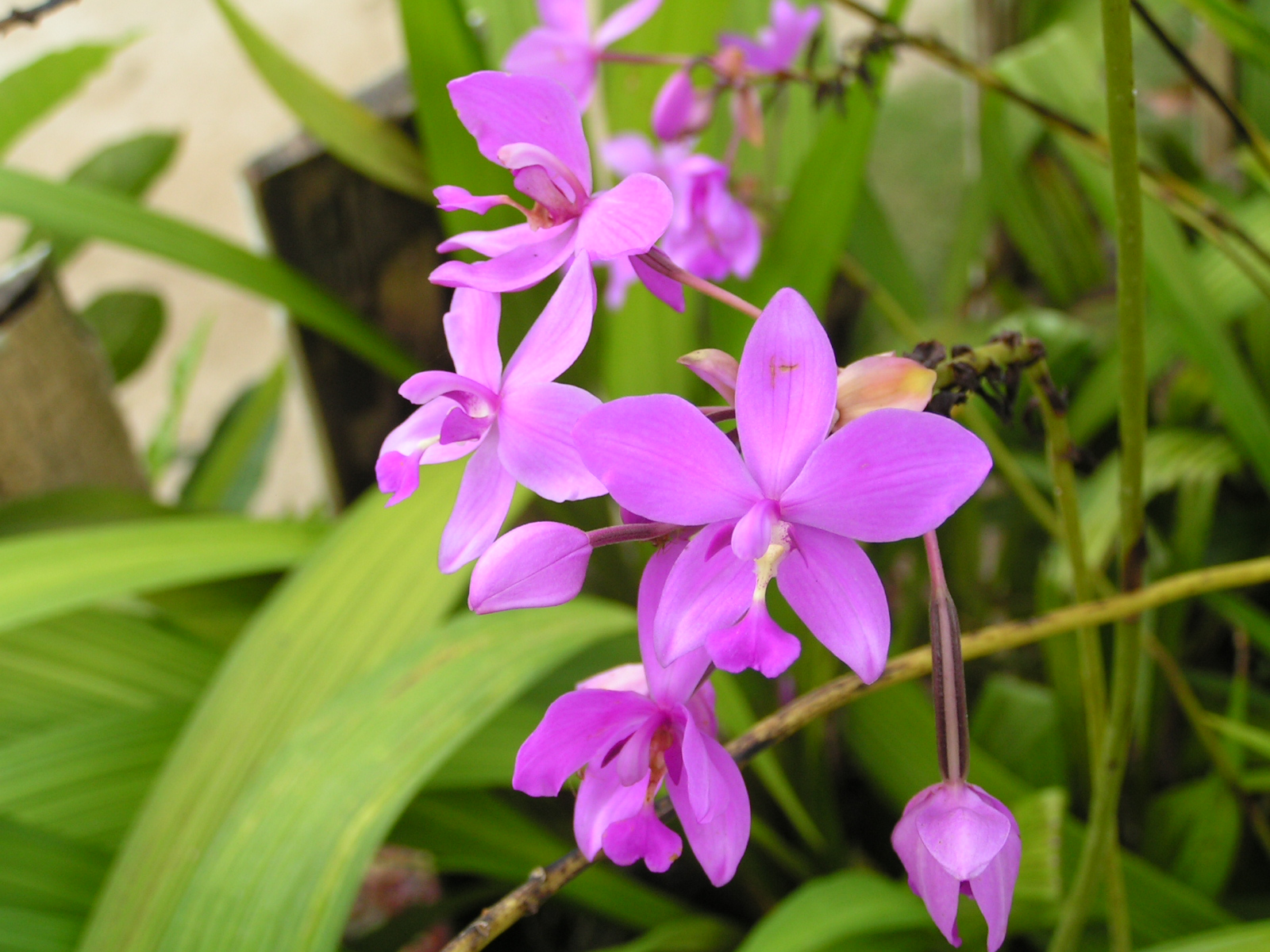
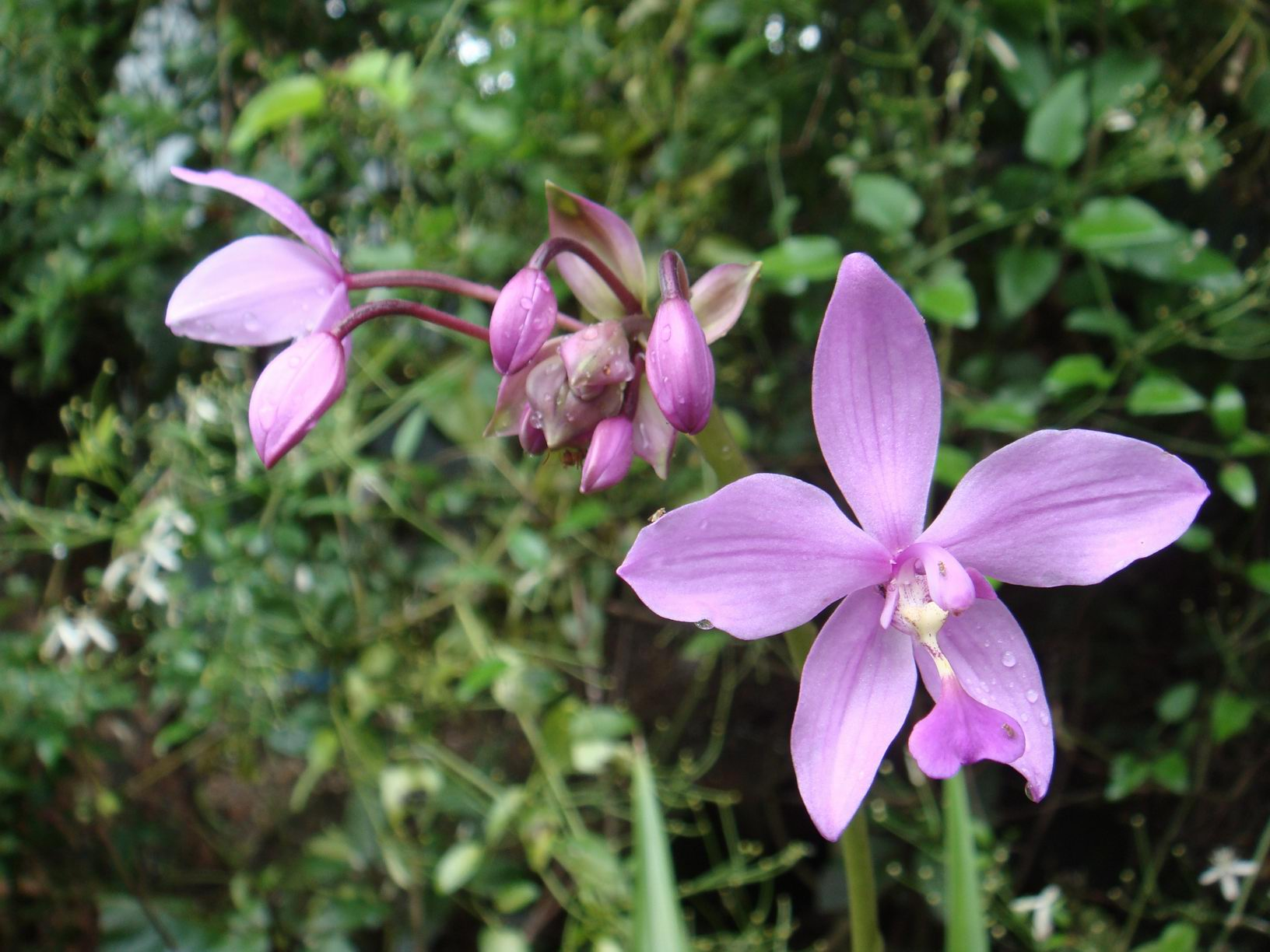
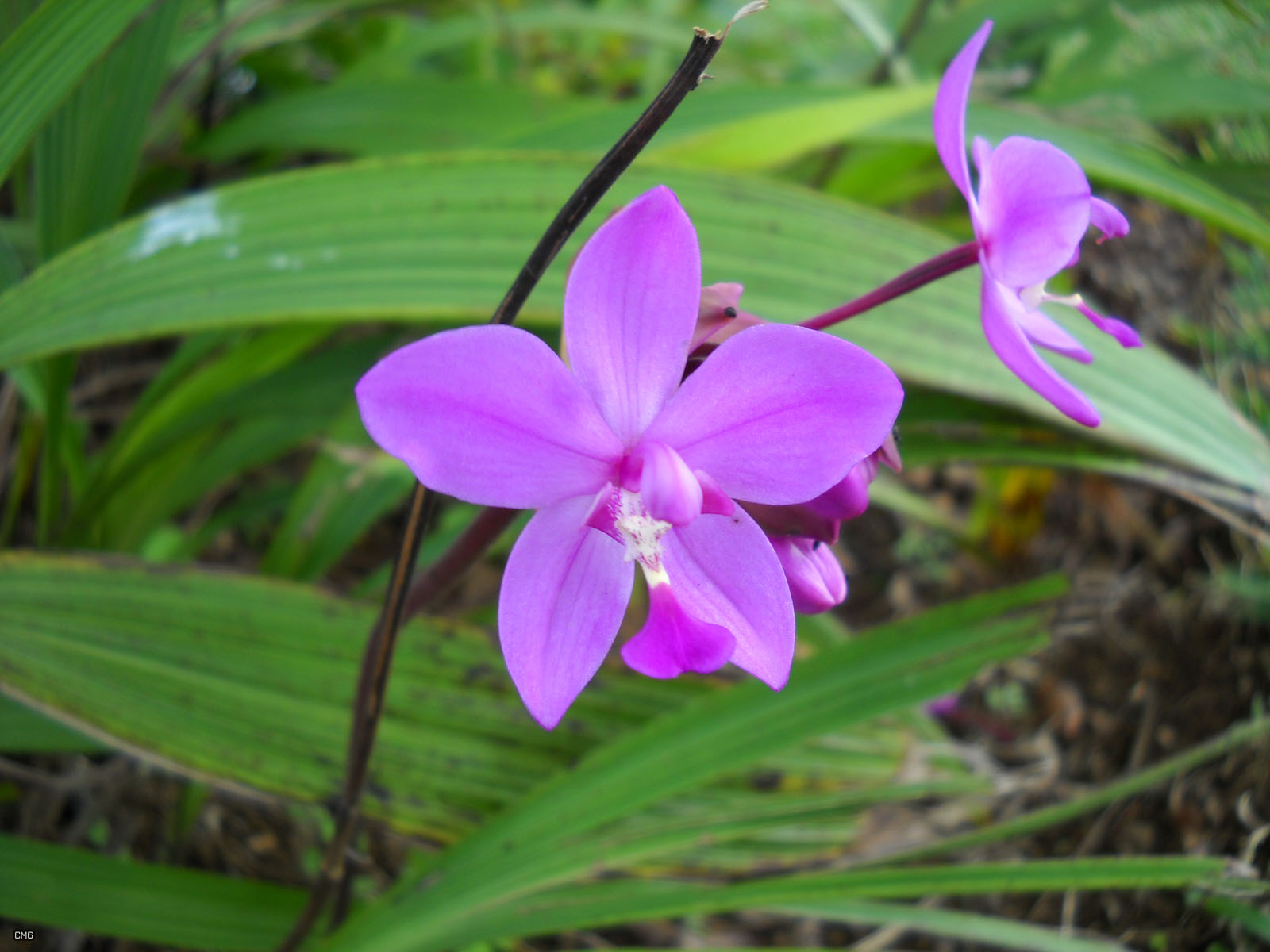
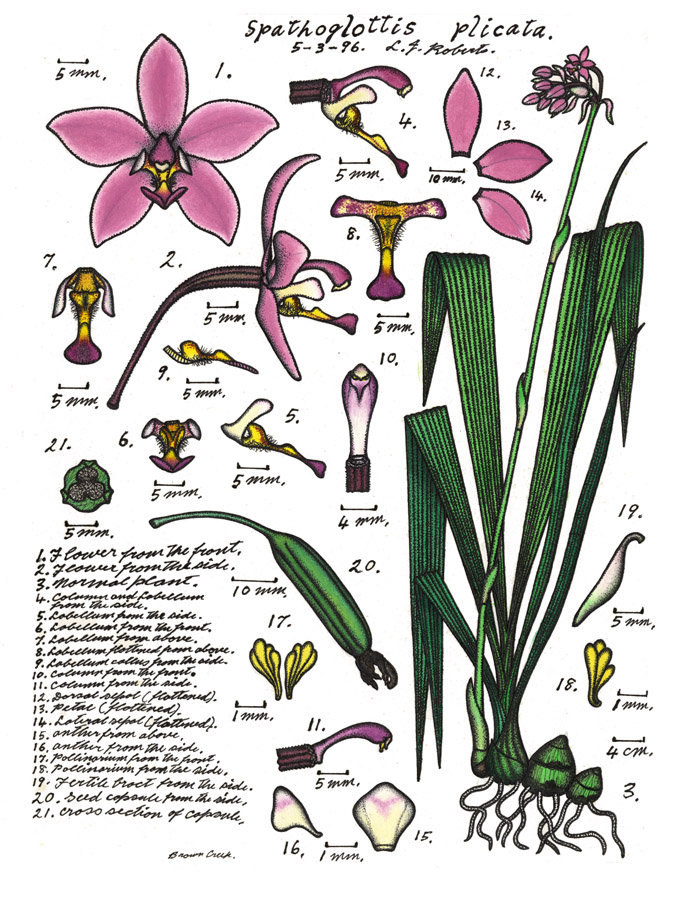
Spathoglottis plicata do Lewis Roberts vẽ.